# Vieux port de Firá
Pour les articles homonymes, voir Fira (homonymie) et Skala.
Le vieux port de Firá ou vieux port de Santorin ou Órmos Firón (grec moderne : Όρμος Φηρών) est un petit port de pêche et de plaisance traditionnel de Firá (capitale de l'île), dans la caldeira de Santorin dans l'archipel des Cyclades en Grèce.

## Description
À l'image du port d'Ammoúdi d'Oia (à 10 km au nord-ouest), le vieux port se situe au pied de la falaise de Firá (d'environ 220 m de haut) de la caldeira de Santorin, sur la mer Égée. Il est accessible via un escalier d'environ 600 marches, à dos d'âne ou de mulet, ou par téléphérique de Santorin.« »

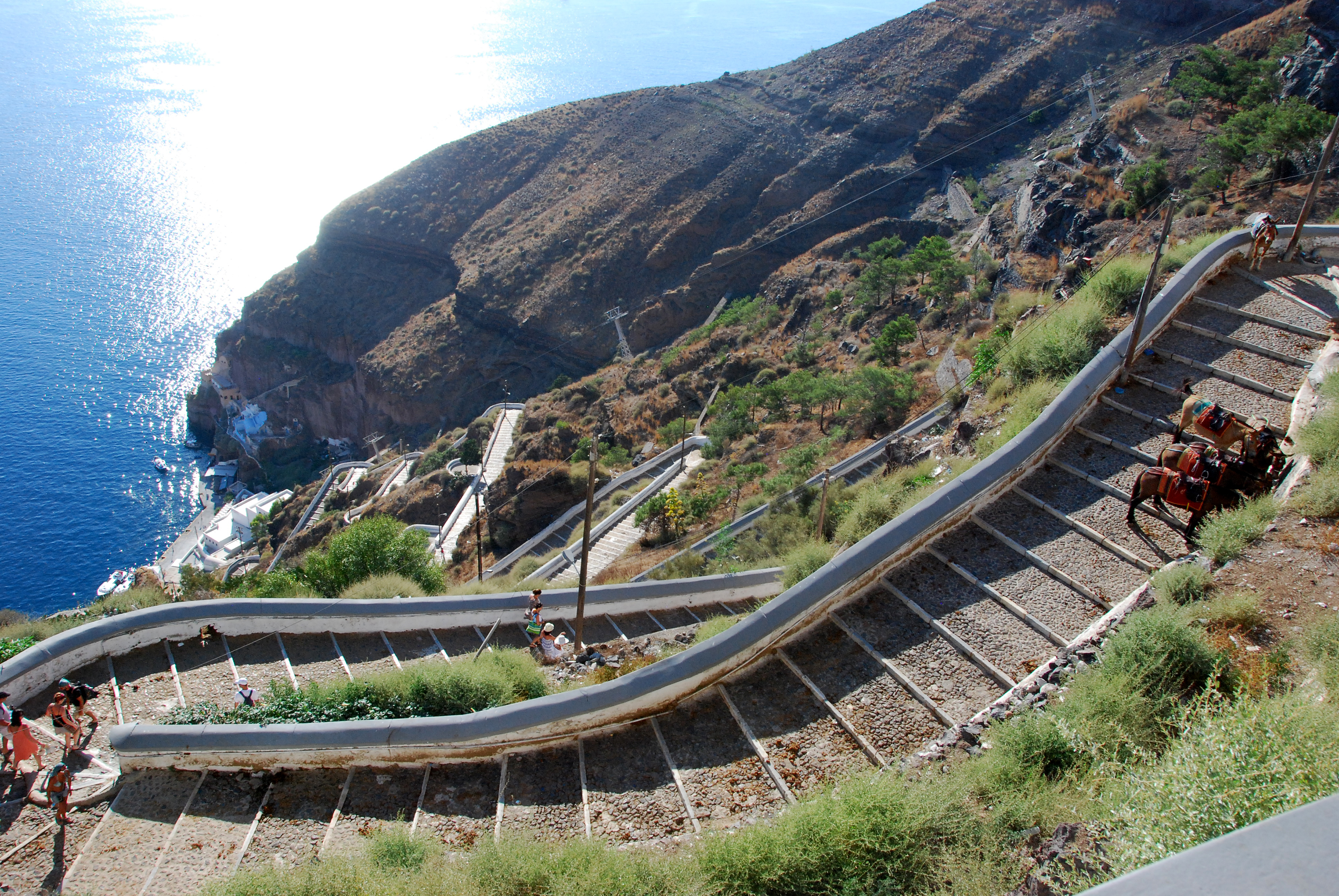

Son intérêt touristique ne fait pas consensus chez les auteurs modernes : il présente « peu d’intérêt », selon Christophe Benoit, ne donne « pas vraiment une première bonne impression », et n'offre "rien d'intéressant en termes d'hébergement, de patrimoine, de culture et de distractions".
Selon d'autres auteurs, son architecture cycladique, ses maisons et bateaux de pêcheurs, ses skaftas (habitats troglodytiques), son vieux monastère et ses murs blanchis à la chaux, en feraient un des lieux pittoresques du tourisme des Cyclades.

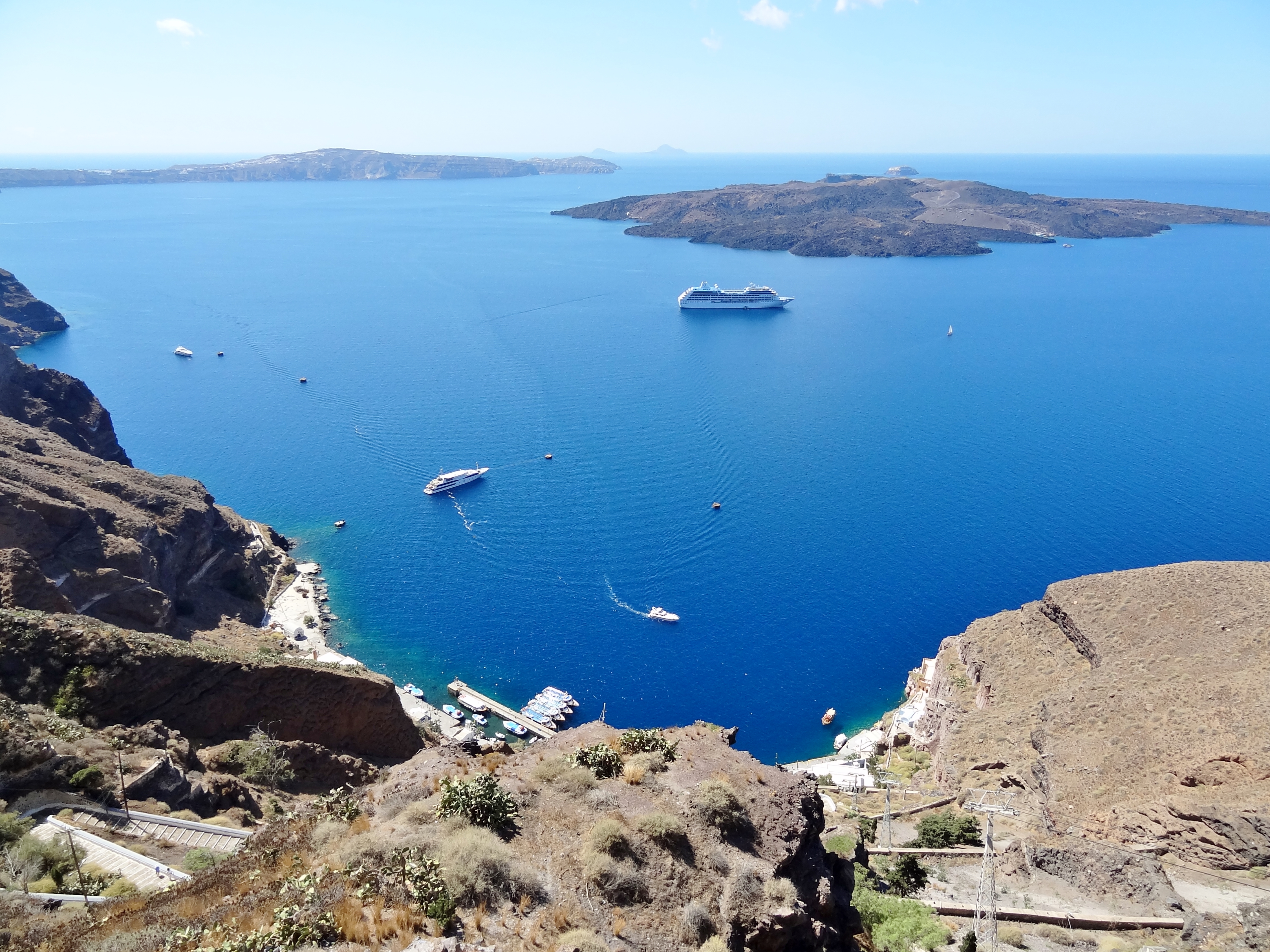
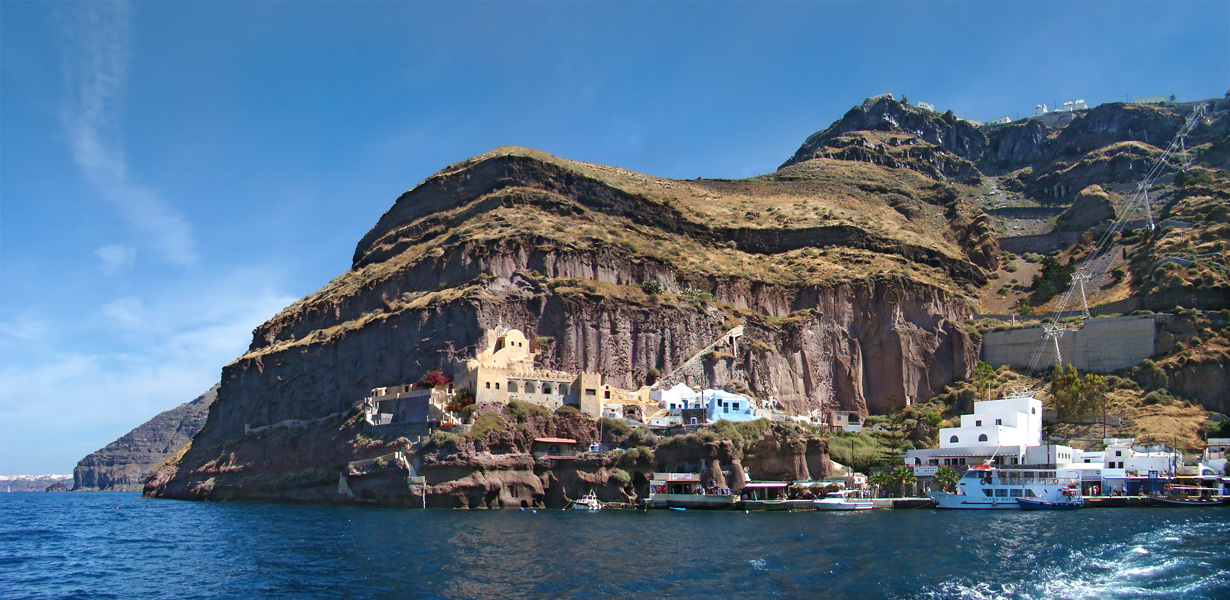
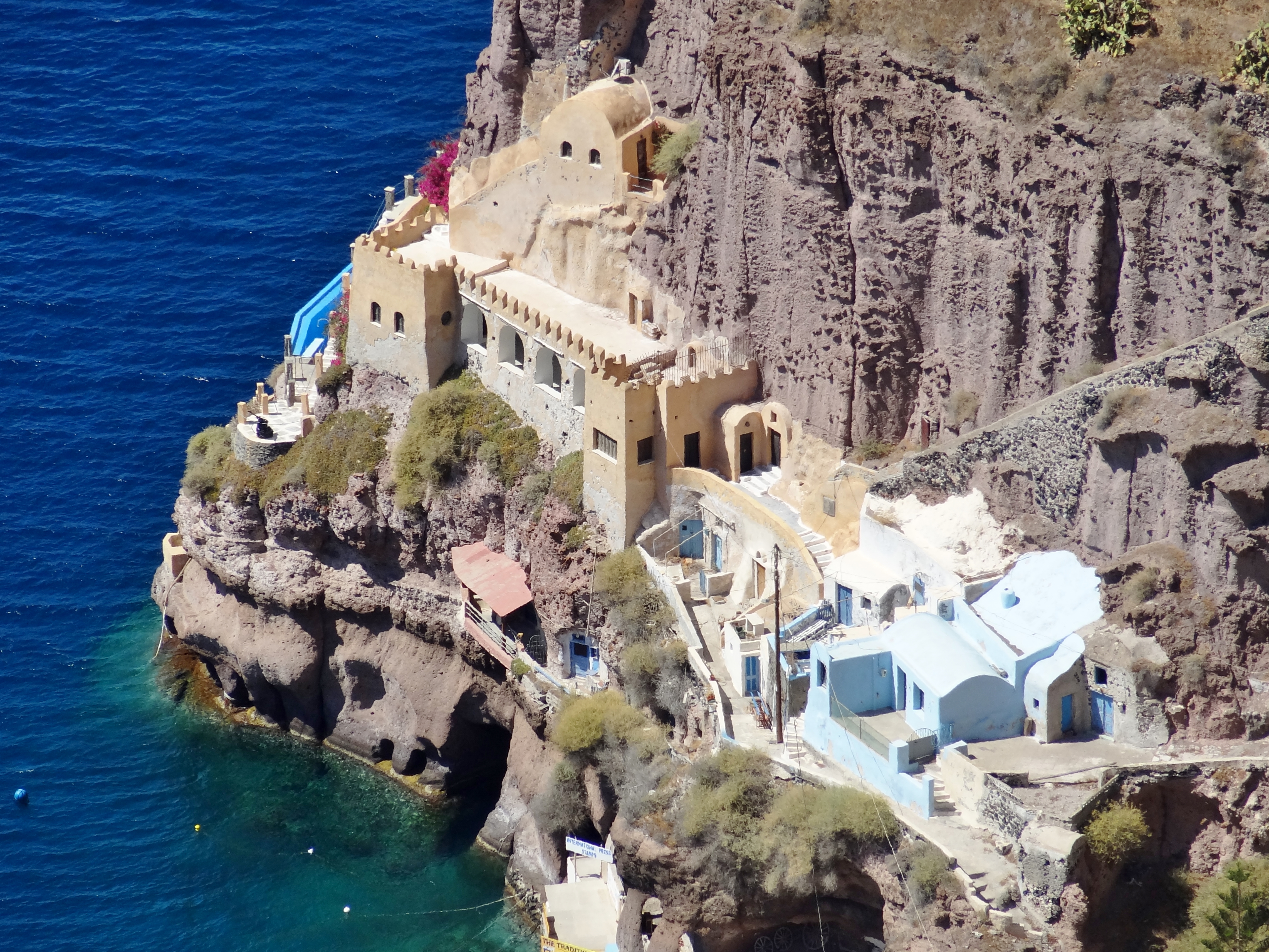

Le nouveau port de Santorin (ou port d’Athinios ou port de Thira) est inauguré dans les années 1970, à 8 km au sud, pour accueillir les ferries, bateaux de croisière et navires de commerce.